# Чернавкин, Николай Николаевич
Николай Николаевич Черна́вкин — советский горный инженер.

## Биография
С 1930-х годов на ответственных инженерных должностях в угледобывающей промышленности Донбасса. Одновременно с 1941 года преподавал в Сталинском индустриальном институте на кафедре «Детали машин».
В 1941—1944 годах в эвакуации.
С 1944 года работал на восстановлении затопленных шахт Донбасса. Предложил оригинальные схемы скоростных способов откачки воды.
С января 1946 года начальник отдела откачки шахт Наркомата (Министерства) угольной промышленности западных районов СССР.

## Награды и премии
- Сталинская премия первой степени (1948) — за разработку и внедрение передовых методов откачки затопленных шахт Донбасса и восстановление горного оборудования, значительно ускоривших темпы восстановления Донбасса

## Книги
- Откачка шахт при восстановлении Донбасса / Н. Н. Игнатов, В. Г. Гейер, Н. Н. Чернавкин.- М. :Углетехиздат,1950.-194с.
- Организация и эксплуатация гидроэлеваторного водоотлива [Текст] / Н. Н. Чернавкин /Москва : Углетехиздат, 1949 (тип. «Путь Октября»)

Также написал одну главу Справочника горного инженера (1960).